# 예천 연방사 석가모니후불탱화
예천 연방사 석가모니후불탱화(醴泉 蓮邦寺 釋迦牟尼後佛幀畵)는 대한민국 경상북도 예천군 예천읍 백전리, 연방사에 있는 조선시대의 불화이다. 2016년 4월 28일 경상북도의 문화재자료 제643호로 지정되었다.

## 개요
예천 연방사 소장 석가모니후불탱화는 세로 172cm, 가로 191cm 크기의 비단 바탕에 채색을 베푼 불화이다. 도상 구성은 화면 중앙의 석가모니불을 중심으로 양측에 협시보살을 배치하여 삼존상(三尊像)을 구성하였다. 화면 상단에는 범천, 제석천, 가섭과 아난, 나한 2위를 배치하였다. 전반적으로 채색은 적색과 녹청색에 황백색, 백색, 청색을 활용하였다. 그리고 화면 하단의 화기(畵記)에 의하면, 1813년(嘉慶 18)에 수화승 정민(定敏)을 비롯한 총 13명이 제작에 참여하였음을 알 수 있다.
부분적으로 본지와 안료의 박락이 진행되었지만 도상은 훼손되지 않고 원형을 유지하고 있으며, 다만 본존 석가모니 얼굴과 좌협시 보살의 얼굴이 후대에 전면 가채(加彩)되어 원형을 잃은 상태이다.
이 불화는 19세기 초반의 석가설법도 도상 연구와 더불어 조선후기를 대표하는 정민(定敏)과 신겸(愼謙)의 화풍연구에 귀중한 자료라고 판단되므로 문화재자료(文化財資料)로 지정한다.

## 지정 내역
| 일련번호        | 명칭                         | 재료 | 구조·형식 ·형태 | 규격(cm)               | 수량 | 기타 특징                              |
| --------------- | ---------------------------- | ---- | --------------- | ---------------------- | ---- | -------------------------------------- |
| 문화재 자료 643 | 醴泉 蓮邦寺 釋迦牟尼後佛幀畵 | 비단 | 석가설법도      | 세로 172cm, 가로 191cm | 1幅  | 제작연대 : 1813년(嘉慶 18) 수화승 定敏 |

## 참고 자료
- 예천 연방사 석가모니후불탱화 - 국가유산청 국가유산포털